# Ludvig Öhman
Ludvig Öhman (sinh ngày 4 tháng 10 năm 1991) là một cầu thủ bóng đá người Thụy Điển.

## Sự nghiệp câu lạc bộ
Ludvig Öhman đã từng chơi cho Nagoya Grampus.